# Suore domenicane della pace
Le Suore Domenicane della Pace (in inglese Dominican Sisters of Peace) sono un istituto religioso femminile di diritto pontificio.

## Storia
L'istituto è sorto il 12 aprile 2009 dall'unione di sette congregazioni statunitensi di suore domenicane:
- le Suore Domenicane della Congregazione di Santa Caterina da Siena, del Kentucky, fondate il 7 aprile 1822 presso Springfield, in diocesi di Bardstown, dal maestro provinciale dei domenicani negli Stati Uniti, Samuel Thomas Wilson. Ottenne il pontificio decreto di lode nel 1915;[3]
- le Suore Domenicane della Congregazione della Beata Vergine delle Fonti, di Columbus, sorta il 5 gennaio 1830 a Saint Mary's Somerset a opera di quattro suore provenienti dalla congregazione di Santa Caterina da Siena del Kentucky. Ottenne il riconoscimento pontificio nel 1893;[4]
- le Suore Domenicane della Congregazione di Santa Maria, fondate il 5 novembre 1860 a New Orleans da sei suore della congregazione irlandese di Cabra. Si separarono dalla casa-madre dopo il 1920 e adottarono le costituzioni della congregazione di Santa Caterina del Kentucky. Ricevettero il decreto di lode il 24 luglio 1926;[5]
- le Suore Domenicane della Congregazione del Cuore Immacolato di Maria, sorte ad Akron nel 1893 a opera delle suore della congregazione del Sacro Cuore di Caldwell. Nel 1929, con l'accordo dell'arcivescovo di Newark e del vescovo di Cleveland, la comunità di Akron divenne indipendente;[6]
- le Suore Domenicane della Congregazione dell'Immacolata Concezione, sorte nel 1902 a Great Bend, nel Kansas, a opera delle suore della congregazione della Santa Croce di Amityville. Indipendenti dal 1939, ricevettero il pontificio decreto di lode 15 novembre 1954;[7]
- le Suore Domenicane della Congregazione di Santa Rosa da Lima, di Oxford, nel Michigan, fondate nel 1923 da Juliana Zavodnik, proveniente dalla comunità domenicana di Olomouc, con l'approvazione del vescovo di Detroit;[8]
- le Missionarie Serve della Santissima Eucaristia, di New Orleans, fondate l'11 gennaio 1927 ad Amite City, in Louisiana, da Catherine Bostick e Zoe Grouchy.[9]

## Attività e diffusione
Le suore si dedicano all'istruzione e all'educazione cristiana della gioventù, all'assistenza ad anziani e ammalati, all'organizzazione di ritiri spirituali e ad altre attività sociali.
Oltre che negli Stati Uniti d'America, sono presenti in Honduras, Messico, Nigeria, Perù e Vietnam; la sede generalizia è a Columbus.
Alla fine del 2008 la congregazione contava 553 religiose in 99 case.